# Jan Blommaert
Jan Blommaert (Dendermonde, 4 november 1961 – Antwerpen, 7 januari 2021) was een Belgisch sociolinguïst en taalkundig antropoloog. Hij was hoogleraar taal, cultuur en globalisering aan de Tilburg University en directeur van het Babylon-centrum voor de studie van superdiversiteit. Hij schreef onder meer Discourse: A Critical Introduction (2005) en The Sociolinguistics of Globalization (2012).

## Biografie
Jan Blommaert werd geboren in Dendermonde en groeide op in Brussel. Zijn vader Paul had een vleesbedrijf waarin hij meehielp. Hij behaalde een licentiaat in de Afrikaanse geschiedenis en filologie aan de Universiteit Gent. In 1989 promoveerde hij aan dezelfde universiteit met een proefschrift over Kiswahili politieke stijl.
Na zijn doctoraat was Blommaert werkzaam als onderzoeker van de International Pragmatics Association aan de Universiteit Antwerpen. In 1999 keerde hij terug naar Gent waar hij professor en hoofd van de vakgroep Afrikaanse talen en culturen werd. In 2005 verliet hij Gent voor een aanstelling aan het Londense Institute of Education. Eind 2007 begon hij gelijktijdig aan twee opdrachten, als "Finland Distinguished Professor" aan de Universiteit van Jyväskylä (tot 2010) en hoogleraar taalkundige antropologie (later: taal, cultuur en globalisering) aan de Tilburg University en directeur van het daar gevestigde Babylon, het centrum voor studies van de multiculturele samenleving (dat hij in 2013 zou omdopen tot centrum voor de studie van superdiversiteit).
Blommaert onderhield tevens ereaanstellingen aan de Beijing Language and Culture University in de hoofdstad van China, de Universiteit van Wes-Kaapland bij Kaapstad in Zuid-Afrika en aan de Hellenic American University in Athene. Eerder was hij gastprofessor aan de Gerhard Mercator-Universität Duisburg in Duitsland, de Universiteit van Pretoria in Zuid-Afrika en de Universiteit van Chicago in de VS. Blommaert was een veelgevraagd spreker op internationale conferenties op het gebied van antropologie, toegepaste taalkunde en sociolinguïstiek. Hij heeft congresbijdragen geleverd over de hele wereld, van Mexico en de VS over Zuid-Afrika en Korea tot Australië en Nieuw-Zeeland, alsook veelvuldig binnen Europa. 
Blommaert is thuis aan kanker overleden en 59 geworden. Postuum is hij nog geëerd met de Prijs Jaap Kruithof.

### Nederlandstalig
- 2020: Wat was er echt belangrijk in mijn academisch leven?. Berchem: EPO.
- 2016: Let op je woorden. Berchem: EPO.
- 2012: De 360°-werknemer: De nieuwe arbeidscultuur en de eindeloze concurrentie (met Paul Mutsaers & Hans Siebers). Berchem: EPO.
- 2011: Links van de kerk: De linkerzijde en de multiculturele samenleving. E-book Kifkif.
- 2011: De heruitvinding van de samenleving. Berchem: EPO.
- 2010: Socialisme voor [her]beginners. Berchem: EPO.
- 2008: Taal, onderwijs en de samenleving: De kloof tussen beleid en realiteit (met Piet Van Avermaet). Berchem: EPO.
- 2007: De crisis van de democratie: Commentaren op actuele politiek. Berchem: EPO.
- 2004: Populisme (met Eric Corijn, Dieter Lesage & Marc Holthof). Berchem: EPO.
- 2001: Het Belgische asielbeleid: Kritische perspectieven ([red.] met Ronald Commers). Berchem: EPO.
- 2001: Ik stel vast: Politiek taalgebruik, politieke vernieuwing en verrechtsing. Berchem: EPO.
- 1999: Van blok tot bouwsteen: Een visie voor een nieuw lokaal migrantenbeleid (met Albert Martens). Berchem: EPO.
- 1994: Nationalisme: Kritische opstellen ([red.] met Raymond Detrez). Berchem: EPO.
- 1992: Het Belgische migrantendebat. De pragmatiek van de abnormalisering (met Jef Verschueren). Berchem: EPO.

### Engelstalig
- 2013: Ethnography, Superdiversity and Linguistic Landscapes: Chronicles of Complexity. Bristol: Multilingual Matters.
- 2010: Ethnographic Fieldwork: An Introduction (met Dong Jie). Bristol: Multilingual Matters.
- 2010: The Sociolinguistics of Globalization. Cambridge: Cambridge University Press.
- 2008: Grassroots Literacy: Writing, Identity and Voice in Central Africa. London: Routledge.
- 2005: Discourse: A Critical Introduction. Cambridge: Cambridge University Press.
- 1999: Language Ideological Debates. Berlin: Mouton De Gruyter.
- 1999: State Ideology and Language in Tanzania. Köln: Rüdiger Köppe Verlag.
- 1998: Debating Diversity: Analyzing the Discourse of Tolerance (met Jef Verschueren). London: Routledge.

## Erkenning
- 1993: Arkprijs van het Vrije Woord
- 2002-2003: Emile Verhaeren leerstoel, Vrije Universiteit Brussel
- 2008-2010: Distinguished Professor, Universiteit van Jyväskylä, Finland
- 2010: Barbara Metzger prijs van de Wenner-Gren Foundation en het tijdschrift Current Anthropology

- Bibsys: 90607373
- Bibliothèque nationale de France: cb134864474 (data)
- Catàleg d'autoritats de noms i títols de Catalunya: 981058518754806706
- CiNii: DA10233162
- Digitale Bibliotheek voor de Nederlandse Letteren: blom066
- Gemeinsame Normdatei: 1053057261
- International Standard Name Identifier: 0000 0001 0953 4760
- Library of Congress Control Number: n93037986
- NARCIS: PRS1311608
- Nationale Bibliotheek van Tsjechië: mub2015863066
- Nationale Bibliotheek van Israël: 987007270523305171
- Nationale en Universitaire bibliotheek Zagreb: 000746677
- Nederlandse Thesaurus van Auteursnamen: 074108271
- Système universitaire de documentation: 035651377
- Virtual International Authority File: 9999858
- WorldCat: E39PBJfRHJp3TWWf8RdkRwWkXd